# Romema Arena
Die Romema Arena ist eine Mehrzweckarena in Haifa, Israel. Sie ist die Heimat des Basketballclubs Hapoel Haifa und des Basketballclubs Maccabi Haifa.

## Nutzung
Die Arena war und ist Austragungsort von Unterhaltungsveranstaltungen, Kongressen und Großveranstaltungen verschiedener Sportarten. So fand hier im Sommer 2024 auch das Finale des israelischen Basketballpokals statt, bei dem Maccabi Haifa B.C. den israelischen und europäischen Spitzenklub Maccabi Tel Aviv besiegte und damit seine erste Meisterschaft in der Vereinsgeschichte gewann. In der Arena finden zudem Spiele des Basketballturniers EuroCup statt.